# Tỉnh ủy Bà Rịa – Vũng Tàu
Tỉnh ủy Bà Rịa – Vũng Tàu hay còn được gọi Ban chấp hành Đảng bộ tỉnh Bà Rịa – Vũng Tàu là cơ quan lãnh đạo cao nhất của Đảng bộ tỉnh Bà Rịa – Vũng Tàu giữa hai kỳ đại hội đại biểu Đảng bộ tỉnh Bà Rịa – Vũng Tàu, do Đại hội Đại biểu Đảng bộ tỉnh bầu.
Tỉnh ủy Bà Rịa – Vũng Tàu có chức năng thi hành nghị quyết, quyết định của Đại hội Đại biểu Đảng bộ tỉnh Bà Rịa – Vũng Tàu, Ban Chấp hành Trung ương Đảng, Ban Bí thư và Bộ Chính trị. Đứng đầu Tỉnh ủy là Bí thư Tỉnh ủy và thường là ủy viên Ban chấp hành Trung ương Đảng.